# Canal NOX
| Canal NOX         | Canal NOX                |
| ----------------- | ------------------------ |
|                   |                          |
| Lema:             | Lo que quieres ver       |
| País:             | España                   |
| Lanzada el:       | 9 de septiembre de 2005  |
| Fin de emisiones: | 24 de septiembre de 2007 |
| Operada por:      | Grupo Carpe y AMZ        |
| Sitio web:        | Canal NOX                |

Canal NOX, o simplemente NOX, fue un portal de publicaciones web en castellano que funcionaba como si se tratase un canal de televisión. Las series y programas del canal se podían leer a través de la página web de la cadena de forma completamente gratuita.
Trasmitió por primera vez el 9 de septiembre de 2005, fue fundada por el Grupo Carpe de Comunicación, una asociación cultural juvenil sin ánimo de lucro. Transmitiendo sin interrupción durante tres años hasta su cierre en septiembre de 2007, es el canal de emisiones de este tipo que más tiempo ha permanecido activo.

## Historia

### Antecedentes
El proyecto para lanzar Canal NOX comenzó a gestarse en el año 2004. En aquella época, las promotoras Kes Studios y AMZ Producciones comenzaron a colaborar en el diseño de nuevos sistemas para el entretenimiento a través de la red. La idea de poner en marcha un canal de la llamada cibertelevisión fue introducida a raíz de los acuerdos que unieron a ambas productoras con la promotora Debellan, una de las primeras en unir magistralmente el género del rol y el fanfiction en las llamadas ciberseries. Cuando las tres promotoras comenzaron a producir este tipo de escrito se hizo necesario el lanzar una plataforma adecuada al nuevo formato. 
Durante el verano de 2005, Kes Studios inauguró el portal NTV en colaboración con Debellan, mientras que AMZ hizo lo propio con una cadena que fue bautizada como MBC. Tras unos meses de emisión, las promotoras decidieron unir esfuerzos para lanzar un proyecto conjunto, del que finalmente Debellan quedó excluida.

### Lanzamiento
El 9 de septiembre de 2005 a las diez de la noche comenzaba su andadura Canal NOX tras llegar a un acuerdo entre el Grupo Carpe y AMZ. El primer programa que emitió el portal fue la serie Brujas Desesperadas, protagonizada por los personajes de Owners Of The Night. En sus primeros meses de vida, Canal NOX emitió mayoritariamente ciberseries como la citada Brujas Desesperadas o la sitcom La vida de Bella, y programas y concursos entre los que destacan ¿Quién se atreve con una Snape? y ¿Dónde está Keops SanDiego?.

### Desarrollo
En 2007 el Grupo Carpe de Comunicación se hizo con la mayoría de las participaciones del canal, forzando así una renovación de la administración del portal web, que finalmente quedó compuesto por el Grupo y las productoras AMZ y Barcava, aunque esta última abandonó el proyecto en abril del mismo año para pasar a formar parte del accionariado de laDox.
A partir de esa fecha se incrementó la promoción del canal y se fueron perfeccionando tanto el aspecto gráfico como la programación, lo que condujo a un incremento del número de visitas de la web y se empezó a crear un grupo de fieles lectores. También durante este periodo se lanzó el segundo canal del Grupo, laDox, dedicado a las reposiciones e ideado como un archivo en el que se almacenan todas las series y programas que se han ido emitiendo a través de Canal NOX. 

### Cierre
Tras el descanso veraniego, Canal NOX volvió en septiembre de 2007 con la intención de presentar su nueva temporada, pero tras unas semanas de intensa promoción, la cadena se vio obligada a anunciar su cierre (temporal en un principio) por desavenencias entre el Grupo Carpe y algunas de sus productoras asociadas.
Finalmente, en la noche del 23 de septiembre, NOX emitió un programa especial con los mejores momentos de sus tres años de vida, y comenzó a emitir reposiciones a través de sus dos canales. Algunas de las series de estreno de la temporada 2007/2008 de Canal NOX pudieron verse a través de sindiación. El cierre definitivo de la cadena se produjo a lo largo del primer trimestre de 2008.

## Programación

### Series de producción propia
Canal NOX fue pionera en la producción de ciberseries en exclusiva para la emisión en su cadena gracias a sus acuerdos con productoras como Estudio 636, AMZ Producciones, The Glam Factory o Landscape Movies, entre otras. Además, la cadena poseía su propia promotora, Producciones Canal NOX.
A continuación se expone un listado de algunas de las series de producción propia emitidas por Canal NOX.
| - Aeris (2007) - Anatomía de Reetz (2005-2006) - Anubis (2005) - Brujas Desesperadas (2005-2007) - CSI: Epidemia (2005-2007) - CSI: San Francisco (2005) - CSI: Versión Original (2006-2007) - Enfermeras (2007) - La vida de Bella (2005) - Miniseries (2007) - OWNERS (2006) - Seven Sins (2006-2007) - Starwars, la guerra de los orgasmos (2005-2006) - Suddenly Dakota (2006-2008) - Suddenly Will (2006-2007) |

### Series de producción externa
Uno de los objetivos de NOX es dar a conocer mejor el género de las ciberseries, por lo que también emite series producidas para otros medios con la intención de promocionarlas. 
| - Amigos hasta la muerte (2006) - Blood Series (2006-2007) - Crazy Girls (2007) - Dreamz (2007) - HIM (2006-2011) - In the arms of wolves (2005) - Imperio Ewing (2007) - La vidente y el cocinero (2005-2006) - Pasión Oscura (2007) - Pesadilla de navidad en CSI (2006) |

### Programas
El género de los programas también ha sido explorado por el canal, que a lo largo de sus año de vida ha lanzado varios concursos, magacines, espacios de reportajes o entrevistas, contenedores de cine, etc. 
| - Adivina quién viene a cenar (2006-2007) - Blue Moon (2005-2007) - Calle 13 (2007-2008) - Cine NOX (2005-2008) - ¿Dónde está Keops SanDiego? (2005-2006) - El Desafío (2007) - FacFic 06 (2005-2007) - Fictionary (2005-2006) - Gran Vía (2007) - M for Music (2007) - Night Films (2005-2010) - Noticias NOX (2006-2007) - ¿Quién se atreve con...? (2005, 2007) - Solo en la ciudad (2007) |

### Programas especiales
Canal NOX cubrió también algunos eventos especiales a través de distintas galas o programas que se emitieron de forma extraordinaria. Un ejemplo es la emisión, desde 2005, de la gala de los Owner Awards, unos premios literarios que entrega cada año la Fundación Keops SanDiego. Además, NOX estuvo también presente en acontecimientos como los premios Emmy, los Globos de Oro, los premios Óscar o eventos benéficos. 

## Productoras asociadas
A la hora de producir los distintos programas o ciberseries que la cadena emite en exclusiva, NOX ha contando siempre con la ayuda de un grupo de productoras con la que colabora. La que más series produjo para el canal fue Estudio 636, especializada en dramas y en la producción y adaptación de distintos programas. AMZ también ha producido algunos seriales, aunque su trabajo está más enfocado a las superproducciones como la serie de corte fantástico Aeris. 
En 2007, el Grupo Carpe llegó a un acuerdo con la productora The Glam Factory y con Landscape Movies (LM). El acuerdo con esta última especificaba que LM produciría una media de dos ciberpelículas originales al mes para los canales del Grupo, que empezaron a emitirse a partir de septiembre de 2007.  

## laDox
Tras el éxito de Canal NOX, el Grupo Carpe impulsa el lanzamiento de laDox de televisión. Nació el 23 de mayo de 2007 con la intención de convertirse en una especie de archivo en el que se almacenarían todas las series que fueron emitidas en Canal NOX. Por definición, se trata de un canal temático de series. A finales del mes de agosto del mismo año, la Administración decidió cerrar la cadena en septiembre para dedicarse exclusivamente al mantenimiento de Canal NOX. El cierre se hizo efectivo el 20 de septiembre de 2007.